# Roger Saltel
Pour les articles homonymes, voir Saltel.
Roger Saltel est un réalisateur, scénariste, dramaturge et acteur français né le 3 mai 1922 à Paris et mort le 26 mai 1997 à Escoublac.

## Filmographie

### Réalisateur
- 1961 : En votre âme et conscience - téléfilm : Jugez-les bien (série)
- 1962 : Le Dernier Quart d'heure

### Scénariste
- 1960 : Monsieur Suzuki, film de Robert Vernay
- 1961 : En votre âme et conscience - téléfilm : Jugez-les bien  de Roger Saltel (série)
- 1962 : Le Dernier Quart d'heure, film  de Roger Saltel
- 1970 : Le Service des affaires classées - 3 épisodes :
  - Le Nécessaire en écaille
  - Le Bonheur parfait
  - Un fusil à longue portée
- 1977-1982 : Au théâtre ce soir - 2 pièces : 
  - 1977 : L'Avocat du diable de Roger Saltel, mise en scène Robert Manuel, réalisation Pierre Sabbagh, Théâtre Marigny
  - 1982 :  Je leur laisserai un mot de Roger Saltel, mise en scène Max Fournel, réalisation Pierre Sabbagh, Théâtre Marigny

### Acteur
- 1947 : Le Village perdu de Christian Stengel (non crédité)
- 1947 : La Taverne du poisson couronné de René Chanas
- 1950 : Le Grand Cirque de Georges Péclet - Jean Loessig
- 1950 : Agence Nostradamus de Claude Barma Série TV de 9 épisodes
- 1954 : La rafle est pour ce soir de Maurice Dekobra
- 1973 : L'Événement le plus important depuis que l'homme a marché sur la lune de Jacques Demy
- 1975 : Les Brigades du Tigre, épisode De la poudre et des balles de Victor Vicas - Verbrouke

## Dramaturge
- 1947 : Des hommes viendront (BNF 43515150)
- 1977 : L'Avocat du diable (BNF 42026567)
- 1982 : Je leur laisserai un mot